# Pascal Collasse
Pascal Collasse (Reims, 1649. január 22. – Versailles, 1709. július 17.), francia barokk zeneszerző. Lully nyomdokain alkotott, sok stílus eszközt átvett tőle, olykor műveinek egy-egy részletét is adoptálta operáiba, ezért ma a zenetörténészek úgy tartják számon, mint a legjelentősebb Lully-epigont.

## Élete
Antoine Colas és Anne de Martin gyermekeként látta meg a napvilágot 1649. január 22-én. Gyermekkorában a reimsi Saint-Paul templom kórusának énekese volt, majd tanulmányait a Collège de Navarre-ban folytatta.
Az 1670-es években kötött szoros barátságot Lullyvel, akinek tanítványa és titkára lett. Ilyen minőségében elsődleges feladata volt a mestere által diktált zenék lekottázása, a Lully-operák kórusainak, zenekari részeinek kidolgozása, ugyanis ezeknek csak a felső szólamát mondta tollba neki tanára. 1677-ben Lalouette halála után Lully megtette Collasse-t a Académie royale de Musique karmesterévé, majd 1683-ban segített neki elnyerni a Surintendent de la Chapelle Royale négy posztjának egyikét. 1685-ben pedig a de Lande mellét kinevezték a Musique de la Chambre komponistájává.
Lully 1687-ben bekövetkező halálakor Collasse végre önálló utakra léphetett. Lemondott karmesteri állásáról és gőz erővel kezdett el komponálni. Első színpadi műve, az Achille et Polyxène volt, amely szerény sikert aratott, de még nem tekinthető teljesen önálló alkotásnak: Collasse ugyanis Lully utolsó, félbe maradt operáját fejezte be: a nyitány és az első felvonás még mestere munkája volt. Csak egy évvel később állt elő első, teljesen önálló színpadi művével. A Thétis et Pélée bemutatóját a király is megtekintette, a darab szép sikert aratott, amit többé nem tudott megismételni.
1689-ben megnősült. Feleségül vette Blasine Beraint, Jean Beraint rajzművész és díszlettervező lányát (Berain királyi szolgálatban állt és Lully számára is tervezett díszleteket). Collasse következő színpadi alkotása az Enée et Lavinie még elért némi közönségsikert, de az 1695-ös Ballet des saisons már csúfos bukás volt. A következő évben a zeneszerző elnyerte a Maître de Musque címet, de a Campra munkásságának köszönhetően erősen olaszosodó opéra balett elsöpörte Collasse zenés tragédiáit és Lully stílusában írt balettjeit. Lully iránti hűsége lett a veszte: a hagyományoktól elszakadó, úgynevezett fontolva haladó komponisták aratták le eredeti ötleteinek babérjait is. Életének utolsó szakasza bukások sorozata volt, amelyek megtörték és nyomorba taszították.
A Maître de Musque címet haláláig megtartotta, de sorozatos kudarcai kis híján elborították az elméjét. A Thétis felújítása 1708-ban nyújtott neki némi kárpótlást: óriási sikert aratott és hatvanöt évig maradt műsoron. De Collasse betegsége miatt már nem tudta kiaknázni a sikert. Hosszabb betegeskedés után 1709-ben Versailles-ban halt meg.

## Munkássága
Collasse Lully hű követője, de nem szolgai utánzója volt. Igazság szerint az esetek többségében igazságtalanul vádolták Lully műveinek plagizálásával. Collasse zenéje alapjaiban véve sokkal dallamosabb, színesebben hangszerelt és színpadi műveiben sokkal nagyobb szerephez juttatta a kórust és a táncokat. Egyes művei egyenesen a fontolva haladók elsősorban Campra és Marais művei felé mutatnak előre. Szép példája ennek az 1695-ös Le Ballett de saisons, amely Campra L’Europe galante című darabjának közvetlen mintája volt.
A Le Ballett de saison egy négyfelvonásos opera-balett prológussal. A prológus alkalmazása, illetve néhány zenei részlet egyértelműen Lully hatását mutatja (Collasse egy-két tételt hangról hangra átemelt mesterétől), de a darabot összességében eredeti kezdeményezésnek kell tekintenünk. A felvonások az entrées megjelöléssel szerepelnek az eredeti partitúrán. Mindegyik egy-egy évszakot jelenít meg önálló cselekménnyel és mitologikus szereplőkkel. A darabnak ily módon nincs összefüggő cselekménye és a táncoknak is jóval nagyobb szerep jut benne, mint egy hagyományos XVII. századi operában. Tulajdonképpen Collasse tekinthető az első szerzőnek, aki opera-balettot írt.

## Művei
- Achille et Polyxène (opera) 1687
- Divertissement, ou Impromptu de Livry 1688
- Les Noces de Thétis et Pélée (opera) 1689
- Siagalion, ou Le secret (ballet) 1689
- Amarillis (pásztorjáték) 1689
- Enée et Lavinie (opera) 1690
- Ballet de Villeneuve St-Georges (ballet) 1692
- Astrée et Celadon (opera) 1692
- Ballet de saisons (opera-ballet) 1695
- Jason, ou La Toison d'or (opera) 1696
- La Naissance de Vénus (opera) 1696
- Canente, ou Picus et Canente (opera) 1700
- L'Amour et l'Hymen (divertissement) 1701
- Télémaque, ou Les Fragments de modernes (több szerzővel közösen) 1704
- Polyxène et Pyrrhus (opera) 1706